# Chunichi Dragons
I Chunichi Dragons (中日ドラゴンズ?, Chūnichi Doragonzu) sono una squadra professionistica giapponese di baseball con sede a Nagoya. Militano nella Central League della Nippon Professional Baseball e giocano le partite casalinghe al Vantelin Dome Nagoya.
Hanno vinto il titolo di campioni assoluti della NPB per due volte (1954, 2007) e il titolo della Central League per nove (1954, 1974, 1982, 1988, 1999, 2004, 2006, 2010, 2011).
La squadra fu fondata nel 1936 e, nel corso degli anni, ha assunto le seguenti denominazioni:

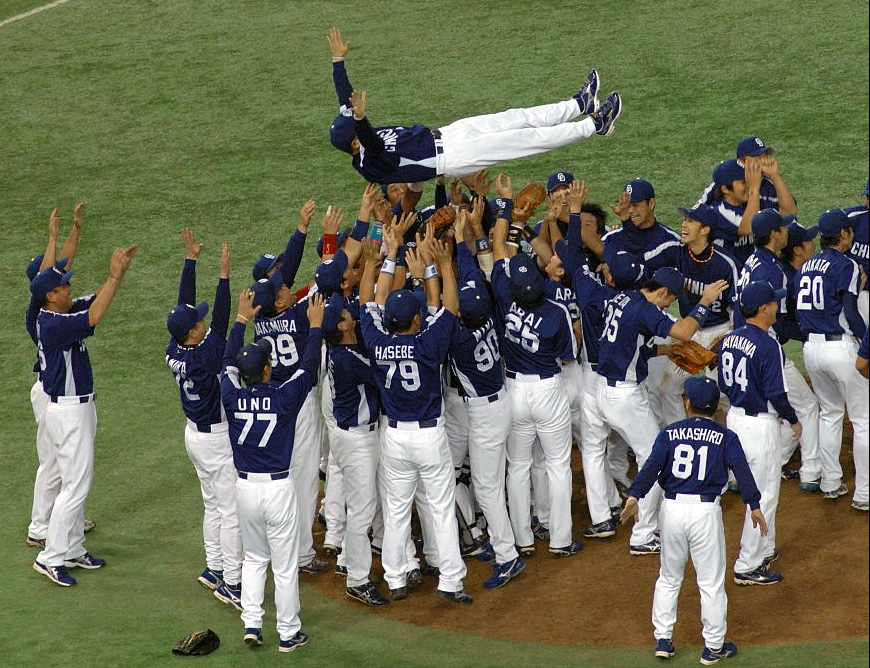
I festeggiamenti dopo la vittoria del titolo del 2007 Asia Series

- Nagoya (名古屋市?) (1936–1943)
- Sangyo (産業?) (1944)
- Chubu Nippon (中部日本?) (1946)
- Chubu Nippon Dragons (中部日本龍?) (1947)
- Chunichi Dragons (中日ドラゴンズ?) (1947–1950)
- Nagoya Dragons (名古屋ドラゴンズ?) (1951-1953)
- Chunichi Dragons (中日ドラゴンズ?) (1953-ora)

## Rosa
- Kongoh Hiroki (金剛 弘樹)
- Akinobu Shimizu (清水 昭信)
- Hitoki Iwase (岩瀬 仁紀)
- Kenta Asakura (朝倉 健太)
- Mitsuru Satoh (佐藤 充)
- Susumu Kawai (川井 進)
- Junki Ito (伊藤 準規)
- Kazuki Yoshimi (吉見 一起)
- Kenichi Nakata (中田 賢一)
- Chen Weiyin (陳 偉殷)
- Yoshihiro Suzuki (鈴木 義広)
- Sohma Yamauchi (山内 壮馬)
- Shinji Iwata (岩田 慎司)
- Daisuke Yamai (山井 大介)
- Masafumi Hirai (平井 正史)
- Masahiro Yamamoto (山本 昌広)
- Shohei Takashima (高島 祥平)
- Shinsuke Saitoh (斉藤 信介)
- Takuya Asao (浅尾 拓也)
- Takashi Ogasawara (小笠原 孝)
- Nelson Payano (パヤノ)
- Masanori Kikuchi (菊地 正法)
- Maximo Nelson (ネルソン)
- Ryota Satoh (佐藤 亮太)
- Kazuyuki Akasaka (赤坂 和幸)
- Ken Higuchi (樋口 賢)
- Junichi Kawahara (河原 純一)
- Yuichi Hisamoto (久本 祐一)
- Ryosuke Oguma (小熊 凌祐)
- Akifumi Takahashi (高橋 聡文)
- Shoji Nagamine (長峰 昌司)
- Masato Kobayashi (小林 正人)
- Atsushi Nakazato (中里 篤史)

Ricevitori
- Akihiro Maeda (前田 章宏)
- Daisuke Tanaka (田中 大輔)
- Motonobu Tanishige (谷繁 元信)
- Masaumi Shimizu (清水 将海)
- Kouhei Oda (小田 幸平)
- Masatoshi Ogawa (小川 将俊)
- Keiji Oyama (小山 桂司)

Interni
- Naomichi Donoue (堂上 直倫)
- Masahiro Araki (荒木 雅博)
- Kazuyoshi Tatsunami (立浪 和義)
- Hirokazu Ibata (井端 弘和)
- Ryota Arai (新井 良太)
- Masahiko Morino (森野 将彦)
- Tetsuya Tani (谷 哲也)
- Kyohei Iwasaki (岩崎 恭平)
- Akira Nishikawa (西川 明)
- Tony Blanco (ブランコ)
- Tatsuro Iwasaki (岩崎 達郎)
- Michihisa Sawai (澤井 道久)
- Shigeo Yanagida (柳田 殖生)
- Nobumasa Fukuda (福田 永将)
- Tomas de la Rosa (デラロサ)

Esterni
- Atsushi Fujii (藤井 淳志)
- Kazuhiro Wada (和田 一浩)
- Lee Byung-Kyu (李 炳圭)
- Ryosuke Hirata (平田 良介)
- Kazuki Inoue (井上 一樹)
- Hidenori Kuramoto (英智)
- Kei Nomoto (野本圭)
- Hiroki Nakagawa (中川 裕貴)
- Masaaki Koike (小池 正晃)
- Issei Nakamura (中村 一生)
- Koji Nakamura (中村 公治)
- Shinji Ito (井藤 真吾)
- Takehiro Donoue (堂上 剛裕)
- Satoshi Kato (加藤 聡)
- Takaya Kobayashi (小林 高也)

Manager
- Morimichi Takagi (高木 守道) (Manager)
- Hatsuhiko Tsuji (辻 発彦) (Vice-Manager)

## Membri della Baseball Hall of Fame (lista parziale)
- Hideo Fujimoto (藤本 英雄) (1947)
- Michio Nishizawa (西澤 道夫) (1947–1950, 1954–1958, 1963–1968)
- Amachi Shunichi (天知 俊一) (1949–1958)
- Morimichi Takagi (髙木 守道) (1960–1986, 1992–1995, 2012-)
- Wally Kaname Yonamine (与那嶺 要) (1961–1962, 1963–1966, 1970–1977)
- Larry Doby (1962)
- Kazuhisa Inao (稲尾 和久) (1978–1980)
- Kazuhiro Yamauchi (山内 一弘) (1984–1986)
- Hisashi Yamada (山田 久志) (1999–2003)
- Takao Kajimoto (梶本 隆夫) (1998–1999)

## Numeri ritirati
- numero 10 - Tsuguhiro Hattori (服部 受弘)
- numero 15 - Michio Nishizawa (西澤 道夫)

## Giocatori della MLB
Attivi:
- Kosuke Fukudome (2008-2012)
- Wei-Yin Chen (2012-)

Ritirati:
- Akinori Otsuka (2003–2007)
- Matt Stairs (1992-1993)(1995-2011)
- Lee Sang-Hoon (2000)